# 東京設計師週
東京設計師週（英語：Tokyo Designers Week），是一個一年一度，在日本東京舉行的國際設計展覽會，經常簡稱為TDWA。展會的性質偏向於商品交易會（Trade fair），可在某幾個展區購買商品，雖掛名「東京」設計師週，但展覽性質已經國際化。展出者來自世界各地，並非以東京設計師為主。主要展覽重要設計領域：如產品設計，室內設計，平面設計，手工藝設計，多媒體設計或互動設計的新創作品。
該展會2005年起，場地固定為日本東京的明治神宮。在2005年之前，場地在臨海邊的御台場。展會起源於紐約的「設計師的週六」活動（Designers Saturday），正式獨立開展的時間為1997年，至今已經有10年以上的歷史。每一屆的主題都由東京在地的設計師們共同決定，多半都與生活有關，該展會期望一般大眾走入平日不常進去的設計展會，瞭解更多設計背後的故事與創意。進而做到推展設計的目的。

## 2012年
2012年的東京設計師週主題為「房子」「嬉戲」（House, Play）並分為五大展區，分別是帳篷區，企業區，學校區，圓頂區與藝術區。展期首次延長為七天，約估會有10萬人次進場。

## 2011年
這一年原訂於10月27日開展，因受到震災節電的影響，將展期延後到11月1日，且縮短為六天。這一年的主題展顏色為粉紅色，且開始與東京電視台合作設計節目，稱為《東京獎》（Tokyo Award）。該年的特殊展為學生額外展，特別針對年輕的設計師策劃，有利於他們與資深的產業管理者對話。

## 外部連結
- 東京設計師週官方網站 （页面存档备份，存于）